# Relaciones Chile-Guyana
Las relaciones Chile-Guyana son las relaciones internacionales entre la República de Chile y la República Cooperativa de Guyana.  Para Chile, Guyana es considerada particularmente importante debido a que acoge la sede de la Comunidad del Caribe (Caricom) y es miembro de la Unión de Naciones Suramericanas (Unasur), mientras que Guyana ha mostrado interés en aprovechar la experiencia chilena en la minería, la agricultura y la agroindustria.

## Historia

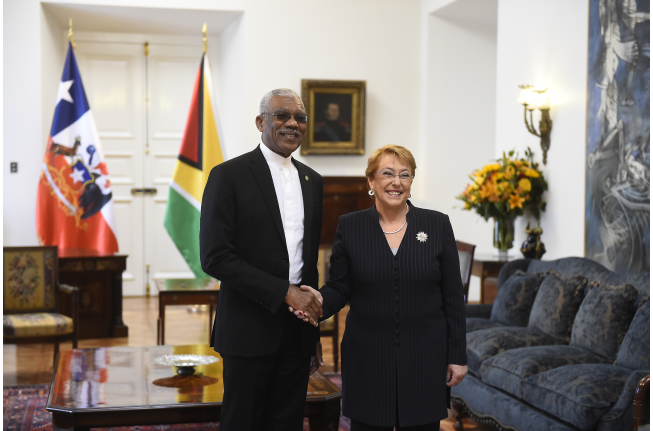
La Presidenta de Chile Michelle Bachelet con su par de Guyana, David Granger, en el Palacio de La Moneda en octubre de 2016.

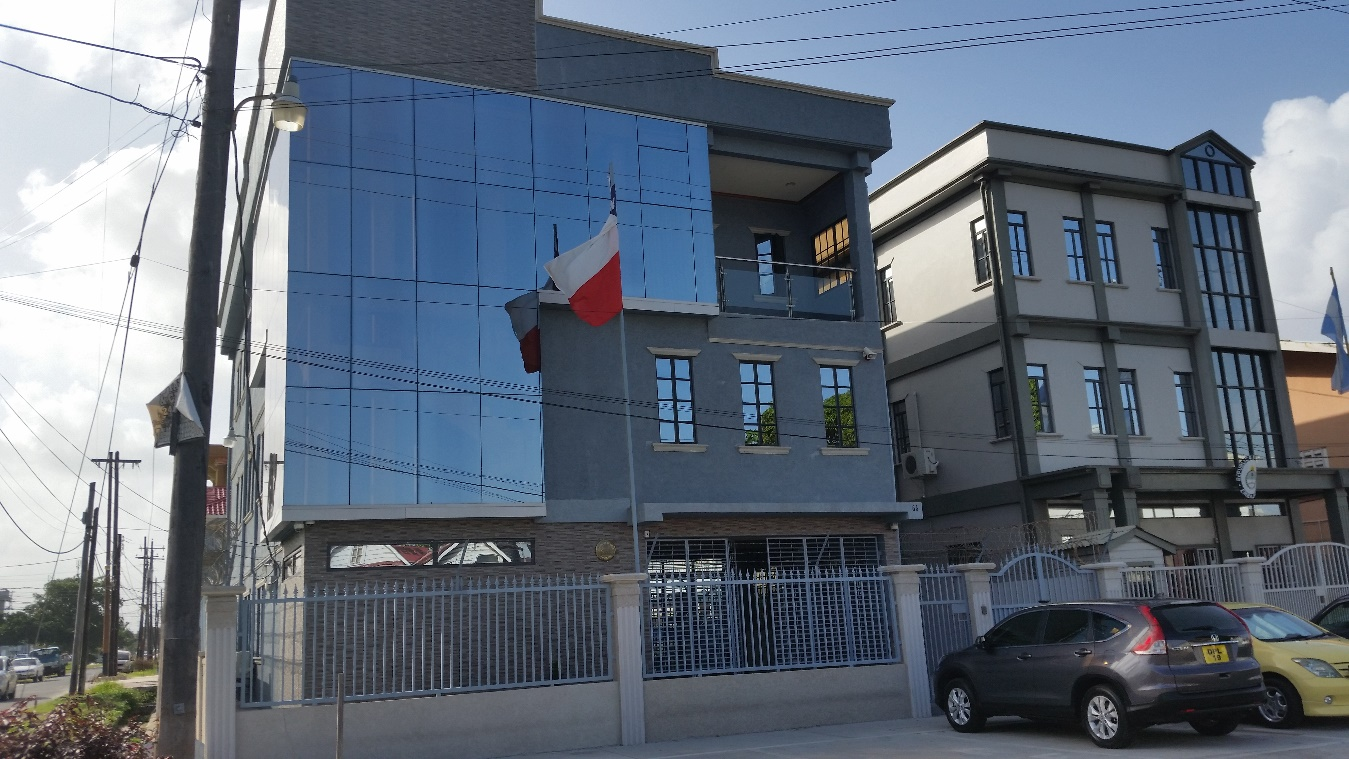
Embajada de Chile en Georgetown.

Chile y Guyana establecieron relaciones diplomáticas el 22 de julio de 1971. En 1994, ambos países suscribieron un convenio básico de cooperación técnica y científica, el que entró en vigencia tres años después.
En agosto de 2015, Chile nombró como embajador en Guyana a Claudio Rojas Rachel, y al año siguiente la presidenta Michelle Bachelet inauguró la sede diplomática en Georgetown. Chile considera a Guyana uno de sus principales socios en la región del Caribe anglófono, mientras que Guyana ha expresado su interés en compartir la experiencia económica chilena y su proceso de apertura al mundo.

### Visitas oficiales
En julio de 2016, la presidenta chilena Michelle Bachelet, realizó una visita de Estado a Guyana, donde asistió en la XXXVII Conferencia de jefes de Estado y Gobierno de la Comunidad del Caribe e inauguró la embajada de su país en Georgetown. .
En octubre de 2016, el presidente guyanés David Granger realizó una visita de Estado a Chile, siendo recibido por la presidenta Michelle Bachelet en el Palacio de la Moneda, ocasión en que firmaron un acuerdo para la exención de visas en pasaportes ordinarios y un convenio de transporte aéreo y se sostuvieron conversaciones para iniciar iniciativas de colaboración en materias comerciales, de telecomunicaciones, de geología, minería y medio ambiente.

## Relaciones comerciales
En 2023, el intercambio comercial entre ambos países ascendió a los 1,8 millones de dólares estadounidenses, lo que supuso un -11% de crecimiento promedio anual en los últimos cinco años. Los principales productos exportados por Chile fueron preparaciones para alimentación infantil y máquinas trituradoras, mientras que Guyana exportó exclusivamente leche en polvo.

## Misiones diplomáticas
- Chile tiene una embajada en Georgetown.
- Guyana no cuenta con una acreditación ante Chile.